# 百井盛
百井 盛（ももい さかり、1903年〈明治36年〉2月5日 - 2015年〈平成27年〉7月5日）は、日本の教育者、長寿者（スーパーセンテナリアン）。埼玉県さいたま市中央区在住。2014年6月8日以降死去するまで男性長寿世界一となっていた。

## 来歴
福島県相馬郡石神村（現、南相馬市）出身。福島師範学校卒業後、1924年に東京帝国大学農学部へ入学。1927年に同大学、同学部（専門課程：農芸化学）卒業。同年、咸鏡北道公立新義州高等普通学校に化学教諭として赴任。1948年から1951年まで福島県立塙高等学校（現、福島県立塙工業高等学校）の初代校長、1953年から1959年まで埼玉県立与野高等学校の第5代校長を務めた。東白川農業高校塙分校の主事だった頃には、塙分校が廃校の危機に立たされたものの、百井が知事、国会議員、福島県の教育長に掛け合い、新設校として存続させた。
1955年頃より埼玉県で暮らし、90歳ごろまで喫煙していた。2003年より東京都内の療養型病院で生活していた。
妻は2001年に死去し、2015年時点には6人の子のうち3人が亡くなっていた。当時84歳の長男と66歳の三男がおり、身の回りのことは三男が行っていた。刺し身、煮魚などを好み、読書を趣味とし、「四書五経」など中国の古典に精通し、書道も得意であった。98歳までは駅の階段を上り下りするなど、毎日体を動かしていた。

## 長寿記録
2011年9月時点で埼玉県の男性最高齢であった。
2013年7月23日、五十嵐丈吉の死去に伴い、110歳168日で日本の国内最高齢男性となる（厚生労働省発表）。2013年9月の敬老の日に行われたインタビューでは、「あと2年くらい生きたい」と答えている。2014年8月20日、存命男性のうちの世界最高齢者としてギネス世界記録に認定され、認定証を受け取った。同日、さいたま市市長の清水勇人も訪れ、祝い状と花束を贈った。
- 2013年7月23日、五十嵐丈吉の死去に伴い、110歳168日で日本の存命男性の最高齢者となる[11]。

- 同年12月6日、老人学研究団体ジェロントロジー・リサーチ・グループの検証済み110歳超えリストに登録される[1]。

- 同年6月8日、アメリカのアレクサンダー・イミックの死去に伴い、111歳123日で、存命男性のうち世界最高齢となった[13][14][15]。
- 同年6月20日、男女を含めた埼玉県の最高齢者となった。
- 2015年7月5日、東京都内の病院で慢性腎不全のため死去[16][17]。112歳150日没。百井の死去に伴い、国内および世界最高齢の男性は、愛知県名古屋市守山区の112歳の小出保太郎となった[18]。